# Thou Shalt Not Covet
Thou Shalt Not Covet er en amerikansk stumfilm fra 1916 af Colin Campbell.

## Medvirkende
- Tyrone Power
- Eugenie Besserer
- Kathlyn Williams
- Guy Oliver